# System Shock (игра, 2023)
System Shock — ремейк одноимённой игры 1994 года, разработанный студией Nightdive Studios. Релиз игры состоялся 30 мая 2023 года для Windows. Выход для консолей PlayStation 4, PlayStation 5, Xbox One, Xbox Series X/S состоялся 21 мая 2024 года.

## Разработка игры
Права на серию System Shock, вплоть до 2012 года принадлежали компании Meadowbrook Insurance Group (филиал Star Insurance Company), которая приобрела активы Looking Glass Studios. В 2012 году полные права над System Shock 2 приобрела компания Night Dive Studios с целью последующего переиздания игры в цифровой дистрибуции для современных операционных систем.
Вскоре после выпуска System Shock: Enhanced Edition, Night Dive Studios объявили свои планы по созданию ремейка оригинальной игры 1994 года с новым названием для платформ Xbox One и PC. Были анонсированы различные технические улучшения, а разработка базируется на игровом движке Unity. Первоначально игру назвали System Shock Remastered, но позже Night Dive Studios решили назвать свою игру просто System Shock, так как это название более полно отражает объём работы проведённой над проектом. В разработке принимает участие дизайнер Крис Авеллон, участники разработки Fallout: New Vegas так же подтвердили свою связь с проектом.
Night Dive Studios планировали получить финансирование разработки для своей игры через Kickstarter. Кампания по сбору средств стартовала 28 июня 2016 года. Цель — собрать $900 тысяч долларов США. Вместе с запуском кампании на Kickstarter студия выпустила бесплатную демо-версию, в которой был доступен для прохождения первый уровень игры. Этой демо версией студия стремилась показать, что она старательно работает над полноценным ремейком игры и он будет верен своим истокам. Основная цель в $900 тысяч долларов была достигнута 9 июля 2016 года и кампания по сбору средств была закрыта 28 июля 2016. По результатам успешной кампании на Kickstarter, Night Dive Studios анонсировали выпуск игры на декабрь 2017 года. Во время кампании на Kickstarter, разработчики из Night Dive Studios заметили значительный спрос на версию игры для Playstation 4. Разработчики начали переговоры с Sony и спустя нескольких дней объявили, что будет создана версия игры для Playstation 4, её выход ожидался в 1 квартале 2018 года. Начинать новую кампанию по сбору средств на Kickstarter для создания версии игры под платформу Playstation 4 разработчики не стали. После достижения цели в 1,3 млн долларов при поддержке более 21 тысячи вкладчиков, дополнительное финансирование будет использовано для портирования игры на OS X и Linux, для расширения игрового пространства, а также для поддержки Razer Chroma.
8 сентября 2016 года игра перешла в пре-продакшн и команда разработчиков пополнилась на 2 человека. 19 октября того же года NightDive Studios запустила форум. В январе планировалась возможность вносить пожертвования через PayPal. Планировалось встретиться с разработчиками оригинального System Shock и синхронизировать создаваемую игру с первой частью. Разработчики утверждали, что уже выполнено ~30 % стадии пре-продакшена, и на момент середины октября 2016 года шла работа над документацией. Сообщалось, что в игре появятся новые противники.Они будут называться Cyborg Assassin и Mutant Cyborg. 18 ноября студия Night Dive объявила о задержке ремейка System Shock до 2018 года. Согласно официальному FAQ команда была нацелена выпустить игру во втором квартале 2018 года, то есть весной-летом. Ремейк System Shock должен был выйти на всех платформах — PC и консоли, но команда не была уверена, что сможет запустить игру одновременно везде.
В марте 2017 года, игра переехала на новый движок Unreal Engine 4. Руководитель разработки Джейсон Фэйдер объяснил это тем, что Unity не очень хороший движок, если собираетесь сделать шутер для консолей. «Поэтому мы потратили несколько недель на изучение других движков, по-настоящему погрузившись в Unreal и Lumberyard, и приняли решение двигаться вперед с Unreal» — сказал Джейсон Фэйдер на конференции разработчиков в 2017 году. Когда его спросили, почему это было необходимо, Фейдер объяснил, что из-за точности, кроссплатформенной поддержки, конвейера создания контента и соображений производительности.
16 февраля 2018 года было объявлено о заморозке производства игры, поскольку «производство ремейка вышло из-под контроля». В марте того же года, разработка была возобновлена и было объявлено, что игра возвращается к оригинальному видению проекта. В сентябре того же года, некоторые участники коллективного финансирования игры на Kickstarter, получили доступ к альфа-версии игры. Им дали исследовать станцию, прочитать текстовые записи, послушать аудио.
В июне 2020 года на вопрос, продолжает ли Крис Авеллон заниматься игрой после того, как ранее появились обвинения в сексуальных проступках, генеральный директор Стивен Кик сообщил, что Авеллон не занимается игрой с 2017 года и что Nightdive пошла в другом направлении в написании игры после возобновления разработки игры в 2018 году.
После выпуска обновлённой демо-версии в феврале 2021 года Nightdive заявила, что планирует выпустить игру в конце 2021 года. Однако в конце 2021 года Nightdive объявила, что выход игры перенесён на 2022 год. Также в конце 2021 года стало известно что издателем игры будет компания Prime Matter (ранее названием компании было Koch Media, а позже — Plaion). В октябре 2022 года появилась информация, что System Shock выйдет в марте 2023 года, со ссылкой на страницу игры в магазине Steam, при этом сами разработчики никак не прокомментировали причины переноса даты выхода.

## Восприятие
| Сводный рейтинг       | Сводный рейтинг                        |
| Агрегатор             | Оценка                                 |
| --------------------- | -------------------------------------- |
| Metacritic            | 78/100 (PC) 76/100 (PS5) 80/100 (XBXS) |
| OpenCritic            | 77/100                                 |
| «Критиканство»        | 73/100                                 |
| Иноязычные издания    |                                        |
| Издание               | Оценка                                 |
| 4Players              | 8/10                                   |
| Destructoid           | 9/10                                   |
| Edge                  | 9/10                                   |
| Eurogamer             | [ 40 ]                                 |
| GamesRadar+           | [ 41 ]                                 |
| GameStar              | 74/100                                 |
| IGN                   | 9/10                                   |
| PCGamesN              | 7/10                                   |
| PC Gamer (US)         | 80/100                                 |
| Push Square           | 6/10                                   |
| Shacknews             | 8/10                                   |
| The Guardian          | [ 48 ]                                 |
| VG247                 | [ 49 ]                                 |
| VideoGamer            | 7/10                                   |
| Русскоязычные издания |                                        |
| Издание               | Оценка                                 |
| Gametech              | без оценки                             |
| Riot Pixels           | 65 %                                   |
| StopGame.ru           | «Похвально»                            |
| «Канобу»              | 8/10                                   |
| ITC.ua                | [ 55 ]                                 |

System Shock получила «в основном положительные отзывы», согласно сайту-агрегатору Metacritic. Многие критики высказываются о дословности ремейка: с одной стороны игра сохраняет дух оригинала, с другой она сохраняет устаревшие элементы: например, Алексей Егоров из Канобу пишет о нехватке коротких путей на некоторых уровнях, а Артем Лисайчук из ITC.ua жалуется на скучные сражения с противниками, Леон Хёрли из GamesRadar отмечает то, что игроку бывает сложно понять, куда идти дальше. Критики хвалят игру за визуальную составляющую, так Дейв Ирвин из PCGamesN пишет о графике System Shock следующее: «Мне в целом нравится ретро-дизайн ремейка, но он слишком, блин, тёмный».